# Garage punk
Genres dérivés
Garage rock revival, rock alternatif, grunge
Le garage punk est une fusion musicale du garage rock et du punk rock moderne. Elle se caractérise par des morceaux de guitare saturée et des paroles qui se centrent sur le mauvais goût et la rébellion, habituellement jouée par des groupes indépendants ou signés par des labels indépendants. Les groupes de garage punk se distancent souvent des groupes hardcore et de punk politique.

## Histoire
Selon AllMusic, « avant que le punk-pop américain des années 1990 ne se popularise, une branche différente de punk a pris forme dans la scène underground du rock indépendant. Généralement, le garage punk n'était pas aussi mélodique que le punk-pop ; à la place, le garage punk s'inspirait principalement du protopunk des Stooges et des MC5. » La plupart des principales influences du style proviennent de différentes directions sonores, mais sont communément attribuées à un mode de vie décadent, à l'attitude true rocker et à la vélocité. Des groupes comme Motörhead, New York Dolls, et des albums tels que Damned Damned Damned de The Damned, et Raw Power des Stooges, sont particulièrement notables dans le développement du style. Les groupes Death et The Modern Lovers partagent également une place importante dans le développement du style.
Le genre se développe grâce aux groupes punk des années 1970 et 1980, et aux groupes garage américains des années 1960 à l'époque influencés par la musique et l'attitude des groupes britanniques de rhythm and blues. Les premiers groupes britanniques tels que The Clash s'autoproclamaient souvent groupes de garage, The Clash ayant même composé une chanson intitulée Garageland extraite de leur album éponyme. Originaire des scènes punk et garage rock, la musique incorpore des éléments de soul des années 1960, de surf music, de power pop, de punk hardcore et de musique psychédélique,. 
« Certains des premiers groupes de garage punk sont apparus à la fin des années 1980 et au début des années 1990 (Mudhoney, the Supersuckers) ont signé avec le label Sub Pop, dont les premiers groupes de grunge ont partagé des influences et une esthétisme similaire (en fait, Mudhoney est devenu l'un des fondateurs du grunge). » Des groupes comme New Bomb Turks, The Oblivians, The Gories, Subsonics, The Mummies, The Dirtbombs, et The Humpers aident également à maintenir un public constant pendant les années 1990 et 2000.